# Bandeira do Quénia
A bandeira do Quênia(pt-BR) ou Quénia(pt-PT?) possui como símbolo um escudo cruzado por duas lanças, que representa a cultura do povo guerreiro Maasai, etnia de marcante presença no Quénia.
A bandeira queniana fora introduzida no processo de independência do país, sendo fortemente influenciada pela bandeira do partido político KANU (União Nacional Queniana Africana), do qual herdou as cores preta, vermelha e verde.
A bandeira atual do Quênia foi adotada no Dia da Independência, em 12 de dezembro de 1963.
As cores e os símbolos da Bandeira do Quênia representam:
Preto - O povo indígena do Quênia
Vermelho - O sangue derramado na luta pela independência
Verde - a rica terra agrícola e recursos naturais do Quênia
As listras brancas, o tradicional escudo Maasai e as duas lanças cruzadas foram adicionadas à bandeira do Quênia depois que o Quênia alcançou a independência. A cor branca simboliza a paz, enquanto o escudo e as lanças significam que todos os quenianos estão sempre prontos para defender a independência pela qual lutaram tanto.